# Analisi termica differenziale
L'analisi termica differenziale (o DTA, dall'inglese Differential thermal analysis) è, assieme alla calorimetria differenziale a scansione (o DSC), un metodo termico particolarmente indicato per studiare trasformazioni endotermiche ed esotermiche e transizioni accompagnate da variazioni di calore specifico ({\displaystyle c_{p}}).
L'analisi termica differenziale misura la differenza di temperatura {\displaystyle T} che si instaura tra un campione ed un riferimento inerte, al variare della temperatura nel tempo. Si ottiene quindi una curva riportando la differenza di temperatura sulle ordinate e la temperatura o il tempo sulle ascisse.
In corrispondenza di una trasformazione chimico-fisica nel campione si registra un picco.
La DTA è in grado di fornire informazioni qualitative sui processi chimico-fisici che hanno luogo nel campione:
- temperatura alla quale avvengono eventi termici;
- natura dell'evento termico (endotermico o esotermico)[1]

Non è invece possibile ottenere informazioni quantitative sui calori scambiati nella trasformazione, poiché i sensori di temperatura sono immersi nel campione e nel riferimento (generalmente allumina), che fanno quindi parte del percorso di trasferimento del calore nel corso della misurazione.
La risposta dipende dalla conducibilità termica del campione e del riferimento, che sono tra loro differenti e variano al variare della temperatura.
Si rende quindi necessario la costruzione di una curva di calibrazione, mediante uso di "sostanze standard", ovvero di cui sia noto il comportamento.

## Strumentazione
Un apparecchio per DTA è formato da un portacampione che integra una termocoppia, da una fornace, da un sistema di programmazione della temperatura e da un sistema di registrazione dei dati. Trattandosi di un'analisi differenziale, poi, un fattore chiave è costituito dalle due termocoppie collegate ad un voltmetro: una misura la temperatura del riferimento inerte (vetro o Al2O3) l'altra del campione da analizzare.
All'aumentare della temperatura, quando la sostanza da analizzare andrà incontro a trasformazioni di fase o altri processi endo od esotermici, si verificherà una differenza di temperatura tra campione e riferimento che sarà letta sul voltmetro che collega le termocoppie.
La differenza di temperatura si instaura in corrispondenza delle trasformazioni di fase in quanto il calore fornito non sarà più correlato alla temperatura mediante il solo calore specifico ma parte del calore diventerà calore latente, nel caso di trasformazioni endotermiche, oppure il calore prodotto da trasformazioni esotermiche provocherà un maggiore aumento di temperatura nel campione.